# Ахриев, Рашид Чахович
Раши́д(-Бек) Ча́хович Ахри́ев (1893—1942) — первый лётчик из народов Северного Кавказа; «пионер авиации» Таджикистана; первый лётчик Ингушетии. Погиб в 1942 году при исполнении воинского долга, в составе авиаотряда особого назначения.

## Биография
Ранние годы
Родился в 1893 году в селе Фуртоуг Назрановского округа Терской области Российской империи — ныне Джейрахского района Республики Ингушетия. По происхождению ингуш: отец его — российский учёный-этнограф и просветитель Чах Ахриев, мать — Айша Базоркина. Учился в гимназии, затем поступил и окончил в 1914 году Тифлисское военное училище.
Первая Мировая война
Участник Первой мировой войны, был дважды ранен. Согласно печатным источникам в годы войны служил в составе авиадивизиона Российского императорского военно-воздушного флота (РИВВФ) из 10 бомбардировщиков «Илья Муромец», участвовавшего в боевых операциях русской авиации, бомбардируя тылы германских войск (коммуникации, склады и т. п.).
В период Первой мировой войны поступил и 27 июля 1917 года успешно окончил Гатчинскую военно-авиационную школу (специализировался на самолётах «Фарман IV» и «Моран Парасоль»), став офицером-авиатором РИВВФ; 9 августа 1917 г. штабс-капитан Р. Ахриев убыл в распоряжение Инспектора авиации Юго-Западного фронта. После революции вместе с другими авиаторами эмигрировал в Турцию. Воевал на стороне Германии, вместе с немецкими лётчиками участвовал в бомбардировках позиций английских и французских войск. После того как СССР объявил амнистию, вернулся на родину.
В рядах Красной Армии
В 1923 году добровольно вступил ряды Красной Армии и вскоре был направлен в Среднюю Азию, где стал участником создания Среднеазиатского отделения «Российского общества добровольного флота» (1924). На закупленных советским правительством в Германии 8 (восьми) транспортных самолётах Юнкерс «Ю-13» (в разобранном виде доставленных по железной дороге в Ташкент, и там собранных) участвовал в освоении и открытии Среднеазиатских авиалиний, в том числе Ташкент-Бухара и Бухара-Душанбе. В августе 1924 года первым пролетел по авиамаршруту Ташкент-Бухара.
3 сентября 1924 года Р. Ахриев, совместно с бортмехаником П. Т. Комаровым, на самолёте Юнкерс-13 совершил первый перелёт по «международному авиамаршруту» на территорию молодой национальной республики Таджикской АССРа — «Бухара—Душанбе»; это событие вошло в историю Таджикистана: 3 сентября признан Днём авиации Республики Таджикистан. Таким образом, лётчик Р. Ахриев стал «первопроходцем» — открывшим регулярные полёты по авиатрассе Бухара — Душанбе, которые стали осуществляться три раза в неделю, — в небезопасных условиях гражданской войны (экипаж самолёта имел 2 винтовки с боезапасом патронов и ручных гранат; в целях обеспечения безопасности — защиты от басмачей, авиамаршрут пролегал с привязкой через каждые 15-25 км к воинским гарнизонам РККА).
Награждён Правительством СССР ценным подарком за энергичную и добросовестную работу.
В 1927 году перевёлся в Харьков; рейсовый пилот «Укрвоздухпути», летавший по маршрутам: Харьков-Москва, Харьков-Киев, Харьков-Ростов. Заслужил известность как один из самых опытных пилотов гражданской авиации. Вплоть до 1941 года служил в Харьковском авиационном звене Украинского управления Гражданского воздушного флота.
Участие в Великой Отечественной войне
С началом Великой Отечественной войны добровольно ушёл на фронт. В 1941 году Рашид-бек Ахриев был направлен в распоряжение Северо-Западной особой авиагруппы. На его счету десятки боевых вылетов в тыл врага. Служил в составе лётного отряда особого назначения под командованием генерал-майора Ш. Л. Чанкотадзе. Лётный отряд выполнял полёты по маршруту Ленинград—Москва, доставлял в блокадный Ленинград боеприпасы и продовольствие.
20 января 1942 года звено из 3-х самолётов (Р. Ахриев был ведущим) попало под огонь немецких зенитных орудий. Два самолёта были сбиты и упали на временно оккупированной врагом территории. После освобождения Ленинградской области от немецко-фашистской оккупации, в 1944 году, самолёты были найдены, останки погибших лётчиков, среди которых были и останки Ахриева Рашид-бека Чаховича, с воинскими почестями захоронены у деревни Арбузово.

## Семья
- Отец — Чах Эльмурзиевич Ахриев (1850—1914), российский учёный, ингушский этнограф, краевед и юрист.
- Сын — Хаджи Рашид-Бекович Ахриев, декан медицинского факультета Кабардино-Балкарского государственного университета[3][10].